# Liste der Monuments historiques in Turcey
Die Liste der Monuments historiques in Turcey führt die Monuments historiques in der französischen Gemeinde Turcey auf.

## Liste der Immobilien
| Bezeichnung       | Beschreibung                                                            | Standort                           | Kennzeichnung | Schutzstatus | Datum     | Bild           |
| ----------------- | ----------------------------------------------------------------------- | ---------------------------------- | ------------- | ------------ | --------- | -------------- |
| Château de Turcey | Burg, 15. Jahrhundert, Anfang des 17. Jahrhunderts zum Schloss umgebaut | Turcey, chemin de Charencey (Lage) | PA00112704    | Inscrit      | 1928 1999 | weitere Bilder |
| Friedhofskreuz    | Stein, 15. Jahrhundert                                                  | Turcey, auf dem Friedhof (Lage)    | PA00112705    | Classé       | 1905      | weitere Bilder |

## Liste der Objekte
| Bezeichnung                          | Beschreibung                                      | Standort                                     | Kennzeichnung | Schutzstatus | Datum | Bild |
| ------------------------------------ | ------------------------------------------------- | -------------------------------------------- | ------------- | ------------ | ----- | ---- |
| Skulptur Heilige Barbara             | Kalkstein, farbig gefasst, 16. Jahrhundert        | Turcey, in der Kirche St-Julien (Lage)       | PM21002403    | Classé       | 1916  |      |
| Skulptur Heiliger Antonius der Große | Kalkstein, farbig gefasst, 16. Jahrhundert        | Turcey, in der Kirche St-Julien (Lage)       | PM21002404    | Classé       | 1916  |      |
| Glocke (1)                           | Bronze, 1752 gegossen                             | Turcey, in der Kirche St-Julien (Lage)       | PM21002405    | Classé       | 1943  |      |
| Gemälde Kreuzigung                   | Ölfarbe auf Leinwand, Anfang des 15. Jahrhunderts | Turcey, in der Kirche St-Julien (Lage)       | PM21002406    | Classé       | 1964  |      |
| Skulptur Madonna mit Kind            | Kalkstein, farbig gefasst, 15. Jahrhundert        | Turcey, in der Kirche St-Julien (Lage)       | PM21002407    | Classé       | 1966  |      |
| Glocke (2)                           | Bronze, 1673 gegossen                             | La Rochette, in der Kapelle St-Hubert (Lage) | PM21002408    | Classé       | 1943  |      |
| Kreuzigungsfenster                   | Buntglas, 1507, 1895 neu gefasst                  | Turcey, in der Kirche St-Julien (Lage)       | PM21002402    | Classé       | 1902  |      |